# Unione Sportiva Cremonese 1934-1935
Questa pagina raccoglie le informazioni riguardanti l'Unione Sportiva Cremonese nelle competizioni ufficiali della stagione 1934-1935.

## Stagione
Il riordino dei campionati prevede una drastica riduzione del numero di partecipanti nel torneo cadetto. Le 31 squadre che partecipano al campionato di Serie B 1934-1935 sono divise in due gironi: le prime otto si salvano e sono ben quindici le retrocesse. La Cremonese, nel girone B, si piazza ottava con il Foggia, ma perde lo spareggio e scende in Serie C.

## Rosa
| N. |                   | Ruolo | Calciatore        |
| -- | ----------------- | ----- | ----------------- |
|    | Italia (bandiera) | C     | Aldo Barbieri     |
|    | Italia (bandiera) | C     | Dante Bergamaschi |
|    | Italia (bandiera) | A     | Rinaldo Bodini    |
|    | Italia (bandiera) | C     | Pietro Camisaschi |
|    | Italia (bandiera) | A     | Giovanni Costanzo |
|    | Italia (bandiera) | C     | Luigi Croci       |
|    | Italia (bandiera) | D     | Arsenio Dacquati  |
|    | Italia (bandiera) | A     | Mario Dalfini     |
|    | Italia (bandiera) | P     | Ugo Ferrazzi      |
|    | Italia (bandiera) | A     | Bruno Foglia      |
|    | Italia (bandiera) | C     | Luigi Gavazzi     |

| N. |                   | Ruolo | Calciatore          |
| -- | ----------------- | ----- | ------------------- |
|    | Italia (bandiera) | C     | Pio Gramigna        |
|    | Italia (bandiera) | A     | Giovanni Lazzari    |
|    | Italia (bandiera) | A     | Sergio Martelli     |
|    | Italia (bandiera) | P     | Piergiacomo Morandi |
|    | Italia (bandiera) | C     | Renato Olmi         |
|    | Italia (bandiera) | C     | Sergio Rampini      |
|    | Italia (bandiera) | C     | Sante Rossetti      |
|    | Italia (bandiera) | A     | Aristide Rossi      |
|    | Italia (bandiera) | C     | Tullio Scanferlini  |
|    | Italia (bandiera) | D     | Guido Selva         |
|    | Italia (bandiera) | A     | Leo Trovati         |

## Risultati

### Serie B (girone B)

#### Girone di andata
| Arbitro: | Pecchiura (Torino) |

|                       |           |                                         |
| Marin 10’ Filippi 89’ | Marcatori | 7’, 32’ Costanzo 42’ Foglia 62’ Dalfini |

| Arbitro: | Balestrazzi (Bari) |

|                                                  |           |             |
| Scanferlini 41’ Camisaschi 55’ Costanzo 60’, 89’ | Marcatori | 80’ Luciani |

| Arbitro: | Bonifazi (Roma) |

|                      |           |              |
| Gagliardi 90’ (rig.) | Marcatori | 36’ Costanzo |

| Cremona 21 ottobre 1934 4ª giornata | Cremonese         | 0 – 0 | Aquila | Polisportivo Roberto Farinacci\| Arbitro: \| Beraldi (Oneglia) \| |
| Arbitro:                            | Beraldi (Oneglia) |       |        |                                                                   |

| Arbitro: | Mattea (Torino) |

|                                          |           |  |
| Trovati 10’ (aut.) Meucci 77’ Brossi 88’ | Marcatori |  |

| Arbitro: | Gianni (Pisa) |

|                                        |           |  |
| D'Odorico 13’, 46’, 52’, 57’ Rossi 48’ | Marcatori |  |

| Arbitro: | Bertone (Milano) |

|                                                      |           |           |
| Croci 3’, 47’ Foglia 39’ Camisaschi 51’ Costanzo 89’ | Marcatori | 55’ Braga |

| Arbitro: | Moretti (Genova) |

|           |           |              |
| Croci 32’ | Marcatori | 26’ Banchero |

| Arbitro: | Collina (Savona) |

|                                                           |           |  |
| Turchi 41’, 64’ (rig.) Panzeri 51’, 72’ Mihalich 56’, 76’ | Marcatori |  |

| Arbitro: | De Santis (Roma) |

|            |           |  |
| Foglia 27’ | Marcatori |  |

| Arbitro: | Piccoli (Torino) |

|                |           |  |
| Camisaschi 55’ | Marcatori |  |

| Arbitro: | Bartolini (Pisa) |

|                |           |                                              |
| Gianesello 90’ | Marcatori | 8’ Foglia 56’ Dalfini 61’, 70’, 80’ Costanzo |

| Venezia 20 gennaio 1935 13ª giornata | Venezia            | 0 – 0 | Cremonese | Stadio Pierluigi Penzo\| Arbitro: \| Pecchiura (Torino) \| |
| Arbitro:                             | Pecchiura (Torino) |       |           |                                                            |

| Arbitro: | Bevilacqua (Viareggio) |

|                 |           |  |
| Olmi 24’ (rig.) | Marcatori |  |

| Arbitro: | Mazzarini (Roma) |

|  |           |            |
|  | Marcatori | 70’ Grolli |

#### Girone di ritorno
| Arbitro: | Soliani (Genova) |

|             |           |  |
| Costanzo 8’ | Marcatori |  |

- Grion-Cremonese. Gara non disputata il 24 febbraio 1935 causa ritiro del Grion dal campionato.

| Arbitro: | Candela (Genova) |

|                                                   |           |  |
| Costanzo 32’ Dalfini 40’ Croci 64’ Camisaschi 67’ | Marcatori |  |

| Aquila degli Abruzzi 10 marzo 1935 19ª giornata | Aquila             | 0 – 0 | Cremonese | Stadio XXVIII ottobre\| Arbitro: \| Pecchiura (Torino) \| |
| Arbitro:                                        | Pecchiura (Torino) |       |           |                                                           |

| Arbitro: | Ciamberlini (Genova) |

|  |           |            |
|  | Marcatori | 32’ Meucci |

| Arbitro: | Tiberio (Gorizia) |

|                              |           |  |
| Bergamaschi 44’ Costanzo 78’ | Marcatori |  |

| Arbitro: | Pirovano (Monza) |

|              |           |  |
| Bellotti 51’ | Marcatori |  |

| Arbitro: | Mazzarini (Roma) |

|                              |           |  |
| Masera 3’ Marchionneschi 36’ | Marcatori |  |

| Cremona 21 aprile 1935 24ª giornata | Cremonese           | 0 – 0 | Pistoiese | Polisportivo Roberto Farinacci\| Arbitro: \| Corradini (Bologna) \| |
| Arbitro:                            | Corradini (Bologna) |       |           |                                                                     |

| Arbitro: | Scotto (Savona) |

|            |           |  |
| Cesaro 81’ | Marcatori |  |

| Arbitro: | Pecchiura (Torino) |

|                                               |           |                |
| Montanari 75’ Pavanello 78’ Sudati 81’ (rig.) | Marcatori | 83’ Camisaschi |

| Arbitro: | Saracini (Ancona) |

|                          |           |  |
| Dalfini 39’ Costanzo 87’ | Marcatori |  |

| Arbitro: | Bartolini (Pisa) |

|              |           |  |
| Costanzo 20’ | Marcatori |  |

| Arbitro: | Mazzarini (Roma) |

|                           |           |                             |
| Boni 20’ (rig.) Dapas 47’ | Marcatori | 40’ Costanzo 64’ Camisaschi |

| Arbitro: | Salvagno (Trieste) |

|                         |           |                              |
| Bianchi I 11’, 53’, 58’ | Marcatori | 39’ (rig.) Croci 69’ Dalfini |

#### Spareggio salvezza
| Arbitro: | Scorzoni (Bologna) |

|               |           |              |
| Benedetti 43’ | Marcatori | 58’ Costanzo |

| Arbitro: | Bevilacqua (Viareggio) |

|           |           |  |
| Torti 15’ | Marcatori |  |